# José Augusto Bezerra de Medeiros
José Augusto Bezerra de Medeiros, mais conhecido como José Augusto (Caicó, 22 de setembro de 1884 — 18 de maio de 1971), foi um advogado, magistrado, professor e político brasileiro.
De 1913 a 1915, foi deputado estadual no Rio Grande do Norte. Entre 1915 e 1923, por três mandatos, exerceu o cargo de deputado federal também pelo Rio Grande do Norte. Foi governador do Rio Grande do Norte de 1924 a 1927. Exerceu também os mandatos de senador da República de 1928 a 1930 e, por mais quatro mandatos (entre 1935 e 1937, 1946 e 1947, 1947 a 1950 e 1950 e 1955), foi novamente deputado federal.
Após sua morte, ele foi homenageado com seu nome na atual sede da Assembleia Legislativa do Rio Grande do Norte, chamado Palácio José Augusto. Assim como batiza o principal órgão de fomento sociocultural do Rio Grande do Norte, vinculada a Secretaria de Cultura do estado: a Fundação José Augusto. Além de ser patrono da principal escola pública da sua cidade-natal Caicó, o Centro Educacional José Augusto.
Foi também um grande escritor. Escrevia de uma forma concisa e muito atraente de se ler.
Obras:
1) Seridó - volume 1 - Borsoi Editor - Rio de Janeiro - 1954;